# Fitocenologija
Fitocenologija je veja ekologije, ki proučuje rastlinske združbe. Ideja, da bi rastlinske združbe opisali in jih poimenovali, je zelo priročna za statistične namene in namene evidentiranja narave. Ali so rastlinske združbe res tako jasno ločene med sabo, da bi imel rezultat tudi v ekologiji uporabno vrednost, pa je predmet razprav med raziskovalci že skoraj 100 let.
Po sistemu, ki se uporablja v Sloveniji (Braun-Blancquetova šola), fitocenologi podobne vegetacijske sestoje (kakovostno in količinsko podobne rastlinske formacije) združuejejo v osnovne enote ali asociacije. Kljub podobnosti v imenu asociacija ni sinonim za združbo. Je njena abstrakcija, ki omogoča lažje uvrščanje različnih vegetacijskih sestojev v pregledni sistem. 
Vsake združbe ne moremo uvrstiti v določeno asociacijo. Asociacija se imenuje vselej po dveh rastlinskih vrstah. Ena je gradnik združbe, druga njena značilnica (Kaligarič, 2004). Asociacije združujemo v zveze, te pa v redove.
Kritiki fitocenologije ne štejejo za pravo znanstveno vedo, ker sistem gradi na bolj ali manj subjektivno zbranih podatkih.

## Fitocenološka delitev
Poleg tega fitocenološka delitev običajno razmeji dve združbi z ostro mejo, čeprav lahko prehajata druga v drugo postopoma, v širokem pasu. Razlike v pogledih v veliki meri izhajajo iz debate, ki sta jo začela ameriška ekologa, Frederic Clements (fitocenologija v osnovi temelji na njegovih idejah) in Henry Gleason (njegov pogled na združbe je zametek kritike fitocenologije).

## Nastanek združbe
Po Clementsu so za nastanek združbe najpomembnejši abiotski dejavniki.Združbe je videl kot superorganizme, ki so namesto iz celic|celica in tkiv sestavljene iz različnih vrst.Obliko enovitega organizma lahko vedno napovemo vnaprej, tudi vrstna sestava združbe v vsakem posameznem klimatskem območju naj bi bila vedno enaka, meje med združbami pa bolj ali manj ostre. Da tudi v ozkem območju v naravi vse združbe v resnici niso povsem enake, je posledica tega, da se nahajajo na različnih razvojnih stopnjah.Sicer pa vsaka združba nastane,raste,dozori in na koncu izgine, kakor vsak organizem.